# 高齢者

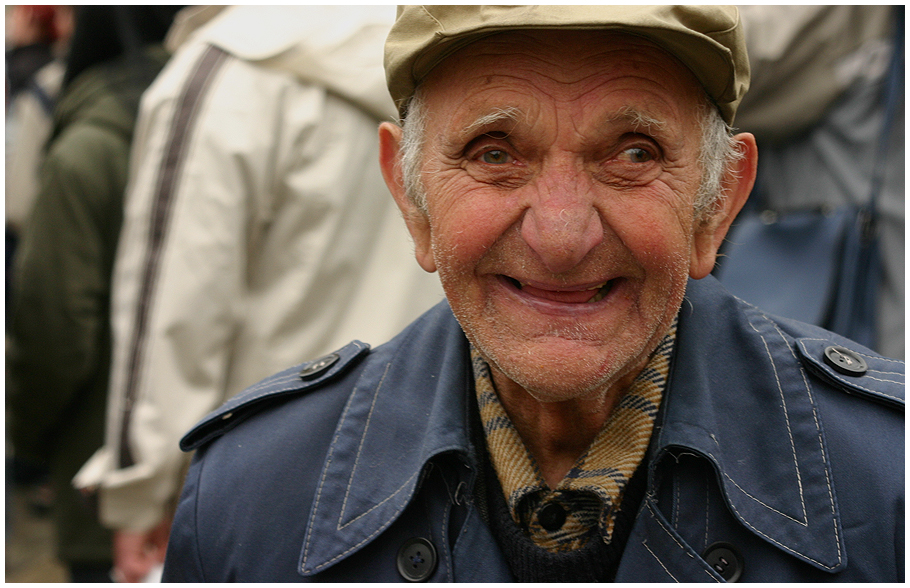
男性の老人

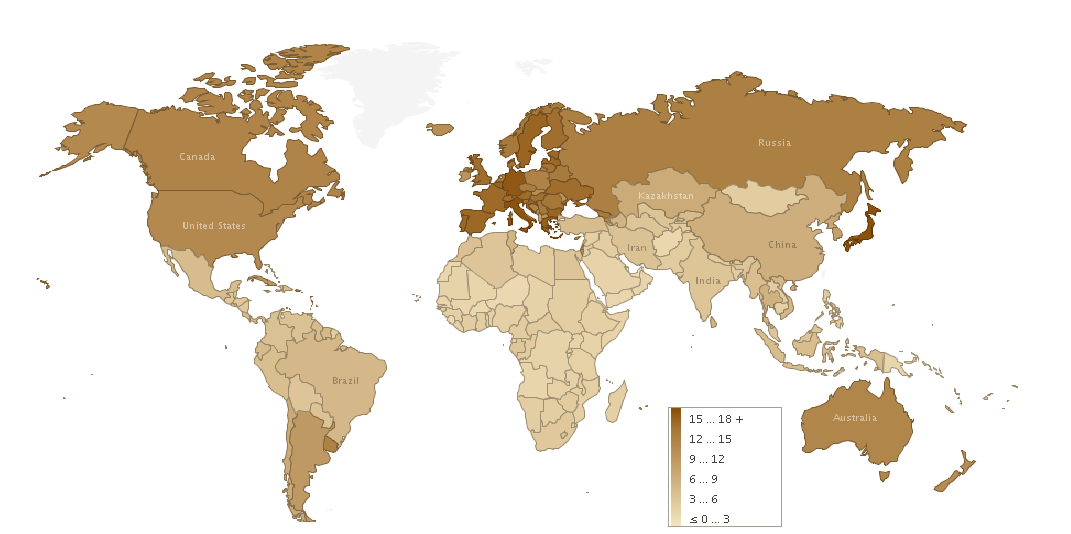
各国の65歳以上人口割合

高齢者（こうれいしゃ、Elderly）は、社会の中で他の成員に比して年齢が高い一群の成員のことである。
日本語においての高齢者について、同義語として老人（ろうじん）、年寄り（としより）、お年寄り（おとしより）などの言葉がある。また、この世代を老年（ろうねん）と称する場合がある。

## 定義
高齢者とは何歳以上をいうかは統一的なものは存在しておらず、高年齢者、高齢者、中高年など類似の言葉はあるが法令や行政においてもそれぞれで年齢を決めているということが現状で、世界保健機関の定義では、65歳以上の人のことを高齢者としており、また、定年退職者もしくは老齢年金給付対象以上の人を言うことも考えられる。
64歳以下を現役世代、65～74歳を前期高齢者（准高齢者）、75歳以上を後期高齢者とされる。
75～84歳を中期高齢者と呼ぶこともある。

### 医療制度における規定
高齢者の医療の確保に関する法律、およびそれに付随する各種法令では、65 - 74歳までを前期高齢者、75歳以上を後期高齢者と規定している。

### 高年齢者雇用安定法における定義
- 高年齢者 - 高年齢者等の雇用の安定等に関する法律（略称：高年齢者雇用安定法）における「高年齢者」とは、55歳以上の者を言う[6]。
- 高年齢者等 - 「高年齢者」、および55歳未満の「中高年齢者」（45歳以上の者[6]）である求職者、および55歳未満の「中高年齢失業者等」（45歳以上65歳未満の失業者その他就職が特に困難な失業者、具体的には身体障害者、刑法等の規定により保護観察に付された者等で、その者の職業のあっせんに関し保護観察所長から公共職業安定所長に連絡があった者[6]で「高年齢者」に該当しないものを言う）を言う。

### 人口統計における区分
各種公的機関が行う人口調査では、64歳以下を「現役世代」（1歳未満を乳児、1 - 5歳を幼児、6 - 14歳を児童、15 - 44歳を青年、45 - 64歳を壮年）、65 - 74歳を「前期高齢者」（准高齢者）、75歳以上を「後期高齢者」（85歳以上を超後期高齢者）と区分している。

## 呼び方
過度の社会保障受益や認知機能や身体機能が低下し、認知症・寝たきりなど疾病に掛かり易い高齢者に対する介護の疲れや社会的負担から、高齢者に対する嫌悪や高齢者虐待 (Ageism) が増えてきた。これを受けて、「年をとった、年寄り、高齢の」といった年齢を強調した表現を避け、「より経験豊かな、先任の」といった価値中立な表現を工夫して用いるような傾向が出てきている。たとえばoldではなく、senior （シニア）、elderly、aged、後期高齢者医療制度の名称や高齢ドライバー標識の意匠変更など。
なお、従来、老人という言葉が広く使われてきたが、最近、差別用語ではないかという意見がある。特に英語圏において「老人」に相当する「Old people」は、少なくとも北米圏では立派な差別用語として認知されている。
日本の公共交通機関には高齢者・障害者・病人・怪我人・妊婦などのための優先席が設けられているが、日本国有鉄道や東京都交通局など一部の事業者は、これを「シルバーシート」と表現していた。ここから、日本においては高齢者のことをシルバーとも呼ぶようになった。また、高齢者が自身を「シルバー」と表現することも多く見受けられる。高齢者の職業技能を生かすための、「シルバー人材センター」という名称の施設が各地に存在している。

## 医学的側面

OECD各国の人口千人あたり認知症者

認知症有病率は、65歳未満の労働年齢層では2-10%とまれであるが、80歳を超えると急に高まり、95歳以上になると欧州では約半数が罹患している。OECDはもし年齢別有症率が現在のペースのままであれば、20年後の欧州は認知症患者数が現在の1.5倍になると予想している。

### 性格特性・レイチャードの5類型
1. 円熟型 - 過去を後悔することもなく未来に対しても希望をもつタイプ。寛大。
2. ロッキングチェアー型(依存型) - 現実を受け入れるタイプ。物質的、情緒的な支えを与えてくれる人に頼る傾向がある。安楽に暮らそうとする。
3. 防衛型(装甲型) - 若い時の活動水準を維持しようとするタイプ。老化を認めない。
4. 憤慨型(敵意型) - 老いに対する不満が他者への攻撃となってあらわれるタイプ（花火、自動車）。人生の失敗を他人のせいにする。
5. 自責型 - 人生を失敗だったと考えてふさぎこむタイプ。自分の至らなさのせいであったと考える。

## 高齢化

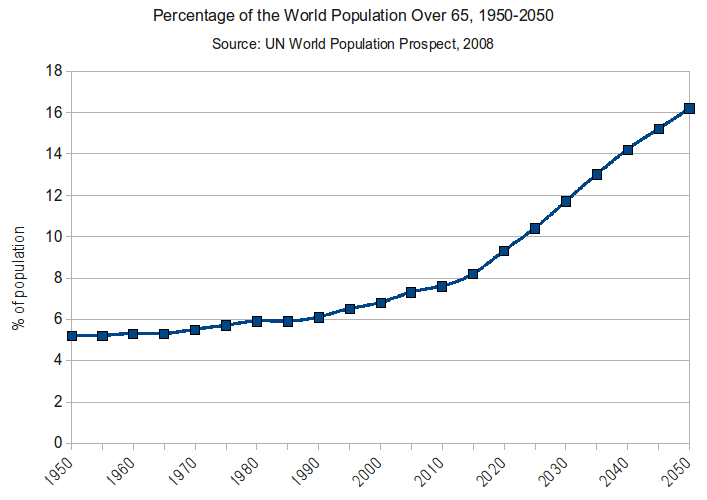
世界人口における65歳以上人口割合

ある国・地域において、65歳以上が人口の7%以上を超えると高齢化社会、14%を超えると高齢社会、21%を超えると超高齢社会と呼ばれる。
日本では、1935年では4.7%で最低であったが、2007年では21.5%となり、超高齢社会となった。日本では2050年代までは世界1位だが、2060年以降は世界2位以下になると予測されている。

## 社会とのかかわり

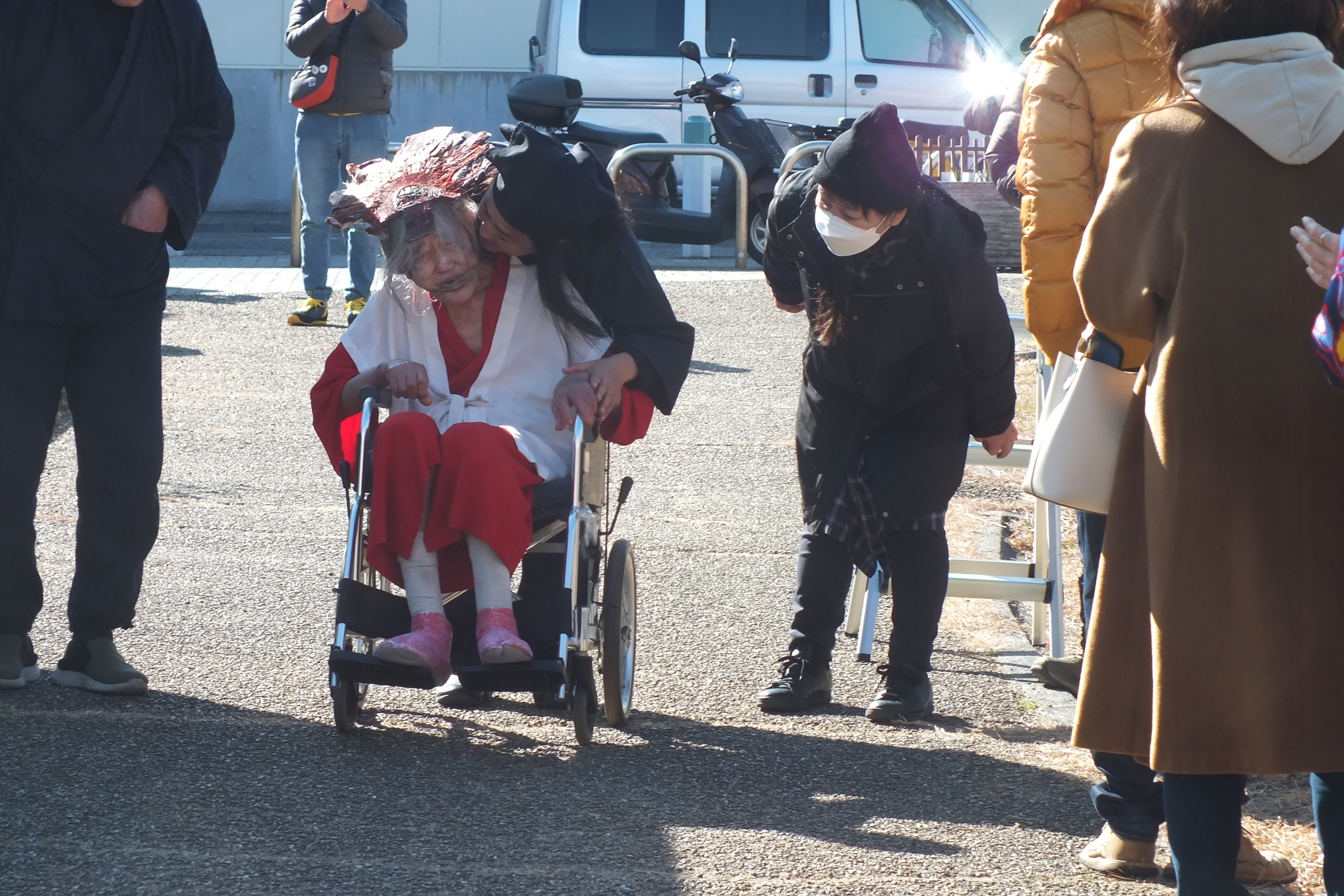
84歳の弟や付き人の介護を受けながら公演を続ける94歳の大道芸人・ギリヤーク尼ヶ崎（2025年1月18日）

一般的に、一部の高齢者は経験を積み、様々な事に熟達しているとされる。加齢に伴う認知機能及び運動機能の衰えや、老衰に伴う記憶力の減退等といった理由により、定年後継続雇用を行わず第一線を退いた者も多いが、その豊富な経験と、その経験によって導き出される勘は、学習によって得られる知識や、練習によって習得する技能を超えた効率を発揮する高齢者もなかには存在する。これらを若者は学ぶべき点は学び、また後代に伝えるべき物とされる。
高齢者は古くより、社会的には年功序列や選挙での高い投票率によって一定の地位を獲得しているが、現代と違い古代から近代初期に掛けては、医療技術が発展していなかったので、高齢になるほど希少な存在となり、長らくは「古老」や「長老」と呼ばれる、高齢者に対する特別な尊称が存在する。儒教に基づく敬老の考えは、高齢者が尊敬されることに一役買っている。
高齢者が組織する団体を高齢者団体という。代表的なものとしては老人会やシルバー人材センターがある。
高齢者は仕事からの引退により年金収入があっても収入よりも支出の方が多い（赤字である）ことが一般的であり、貯蓄が減り続けることで経済的に困窮しやすい性質を持つ。収入を補てんするために行う高齢者の労働には、社会的需要の少なさや健康の面で様々な困難を伴う。老人ホーム入居や在宅介護にも事前に多額（普通の家が買えるほど）の貯蓄が必要になり、貯蓄がない場合は健康状態の急激な悪化を切っ掛けに生活の全てで困窮することになる。老人ホームに入居していない高齢者は身体機能が低下するに伴い自宅に居ることが多くなり、介護サービスも受けずに独居の場合、社会的孤立と紙一重の状態に陥る。従って、老後の生活を社会的孤立を回避して豊かに送るためには、現役時代の30年以上に渡る老後対策が欠かせないことになる。

### 日本での事例

日本の人口ピラミッド

2018年の内閣府の発表では65歳以上の推計人口（10月1日現在）は3,558万人であった。これは総人口のうち28.1%である。第二の人生と言うように高齢者は定年になると一旦退職するため、高齢労働者割合は低かったが（1980年時点では4.9%）2017年現在は高齢になっても働かざるを得ないケースが増え、65～74歳の就労人口の増加から高齢労働者は労働者のおよそ1割を占めている。

#### 一人暮らし
社会の高齢化、核家族化が急速に進んだことにより、高齢者の一人暮らしが増加した。1955年に42万5,000世帯だった高齢単身世帯は、1965年に79万9,000世帯、2005年には386万世帯、2015年には562万世帯となっている。

#### 高齢の運転者による交通死亡事故
2005年度の上半期（4 – 9月）の全国の交通事故による死者のうち、高齢の運転者による死亡事故が増加。この状況を受け警察庁は「安全教育に加え、高齢者の個々の運転能力に応じた対策も検討を重ねる必要がある」として、高齢運転者標識の表示の努力義務や、運転免許更新時の70歳から74歳の高齢者講習、75歳以上の認知機能検査を盛り込んだ道路交通法の改正を2007年の通常国会に提出し、2009年6月から施行されることとなった。
2017年以降、日本国内の主要自動車メーカーが事故防止のための機能を備えた車、安全運転サポート車の「セーフティ・サポートカーS」（サポカーS）「セーフティー・サポートカー」（サポカー）を積極的に導入しているほか、先進安全技術の体感会などを開催している。
2019年には相次ぐ75歳以上の高齢ドライバーの運転事故が大きな話題になり、自主的な返納、免許の制限（75歳未満or85歳未満にするetc）といった議論が活発になった。
免許の制限を望む声の一方で「地方では車がないと生活できない」といった現実的な声もある。
2022年5月13日から75歳以上の免許更新ではさらなる強化が行われた。
また、同日以降から､普通自動車のみ、免許所持者が申請することにより、運転することができる自動車の範囲をサポートカーに限定する条件を付与する、サポートカー限定免許が取得できるようになった。

#### 高齢者の孤立
仕事や家族等の社会的な繋がりがなくなった高齢者のセルフネグレクトや孤独死、犯罪を犯し刑務所に社会的な繋がりを求める事が問題となっている。医師の加藤俊徳によると、30 - 40年間会社勤めを続けた場合、脳も会社で働くことで機能することとなり、退職後は社会的に孤独で孤立した高齢者ほど「本質的な脳の何割かが使えなくなる」状態が生じ、理解力が低下したり、周囲に注意を向けられず自分勝手に映ることになる。

#### 高齢者の攻撃性
NHKが65歳以上の高齢者487人を対象に行った調査によると、約半数が「日常生活の中で感情が抑えきれずに"キレて"しまう」ことがあり、さらに3割が「年齢とともに感情のコントロールが難しくなっている」と答えた。精神科医の西多昌規は、核家族化の確立した社会において、高齢者が一人ないし配偶者と二人での生活を送る中、運動機能の衰えから行動範囲が狭まることやIT・情報技術の進歩についていけなくなることで社会から見捨てられたという思いを強くし、社会に対して攻撃的になる可能性を指摘し、「変化しつつある現代の社会環境に対する脳の反応」として「高齢者がキレる」という現象につながると述べている。さらに西多は、加齢によって「性格の先鋭化」が生じ、若い頃気が短かった人がますます短気になるケースや、前頭葉機能の低下によって攻撃的になるケースを挙げている。医師の加藤俊徳によると、脳機能の低下が聴力や記憶力の低下をもたらし、その結果他人の話がうまく理解できなくなり感情を爆発させるケースもある。精神科医の和田秀樹は、自己愛が満たされず「自分はまわりから大事にされていないという飢餓感から感情が暴走してしまう」高齢者が多くいると指摘している。　

## 支援
多様性を踏まえたきめ細やかな支援を提供することが重要である。個々の高齢者の心理的特性や身体的変化、社会的変化を踏まえた支援を行うことが望ましい。また、年月をかけて蓄積されてきた高齢者の潜在的な力に気づき、その力が再び生きるような援助が求められる。

### 心理的支援
カウンセリング、グループ・アプローチ、地域における様々な心理支援活動などがある。場や対象に応じ、狭義の心理支援の枠組みを超えた、柔軟な支援の形がその時々に創造的に開発される必要がある。事例によっては、多職種連携によるチーム・アプローチが行われる。
介護を要する高齢者の支援においては、生活全体を支える姿勢が不可欠である。１対１のカウンセリングの機会を保障することも重要であるが、様々な理由で自宅から外出することの困難な高齢者に対しては、こちらから積極的に出向いていく支援も必要である。
また、心の問題が顕在化する以前の段階で、予防的支援に力を入れることが望ましい。企業や職場における退職前カウンセリングの試みもある。
高齢者ケアに関わる家族や専門職への支援も重要である。たとえば、高齢者と家族の並行面接や家族に対するカウンセリング、燃えつきを防ぐためのカウンセリングやピア・サポートの機会が確保されることが求められる。